# Longling
Longling, tidigare stavat Lungling, är ett härad som lyder under Baoshans stad på prefekturnivå i Yunnan-provinsen i sydvästra Kina.